# Борго Сгарбата (Ферара)
Борго Сгарбата (итал. Borgo Sgarbata) је насеље у Италији у округу Ферара, региону Емилија-Ромања.
Према процени из 2011. у насељу је живело 51 становника. Насеље се налази на надморској висини од 9 м.